# 尚彭語
尚彭语（Shompen、Shom Peng）是一种或一群语言，分布在印度安达曼-尼科巴群岛中央直辖区大尼科巴岛，在印度洋中，印度尼西亚苏门答腊的西北。
部分是因为安达曼和尼科巴群岛的原住民与研究者隔绝，尚彭语的描述非常稀缺，最丰富的材料来自19世纪，最近30年也有些质量低下的新材料。尚彭语似乎与其他南尼科巴语有亲缘关系，但Glottolog将其划为孤立语言。

## 使用者
尚彭人是生活在大尼科巴生态保护区腹地的狩猎采集部落。人口约有400，但人口普查从未进行过。
Parmanand Lal （1977）:104列举了大尼科巴岛内陆下列尚彭人村落。
- Dakade （Pulo-babi东北10km，大尼科巴岛西海岸一个尼科巴村庄；15人与4个小屋）
- Puithey （Pulo-babi东南16km）
- Tataiya （Dogmar河尚彭部落，1960年到1977年间从Tataiya迁到Pulo-kunyi）

## 数据
整个20世纪，唯一的可用数据只有De Roepstorff （1875）的一份词表、Man （1886）的零散记录:428–451和Man （1889）的比较数据。
直到1995年新发布的70个词汇，这样的情况才有所改观。更多数据发表于2003年，也是迄今最丰富的材料。然而，Blench和Sidwell （2011）注意到2003年的书至少有一部分是抄袭的，作者几乎不能理解材料，充满了异常与不一致。例如[a]被转写为短⟨a⟩，但schwa [ə]却被写成长⟨ā⟩，这和印度或其他地方的任何情况都不一样。它可能来自更早的一个或数个材料，甚至英属印度时代。 Van Driem （2008）发现几乎不可能对其进行研究。:227–247Blench和Sidwell试图分析、对材料进行再转写，基于与马来语借词的比较和可识别的与其他南亚语的同源词分析，发现1995年和2003年发布的数据可能来自一种或两种关系很亲密的语言。

## 系属分类
虽然尚彭语一般都被归为南亚语系尼科巴语支，但是整个20世纪支持这么做的证据都少得可怜。Man （1886）注意到和其他尼科巴语“有任何相似性”的尚彭语词汇非常少，而且“在绝大多数例子中”，两支尚彭部落的词汇都彼此不同。例如，“后背”在不同的资料中有“gikau、tamnōi”和“hokōa”；“洗澡”是“pu（g）oihoɔp”和“hōhōm”；“头”是“koi”和“fiāu”。在部分情况下，这可能是借词和本土词的差别，如“koi”就是尼科巴语支借词，但这也说明尚彭语不是单独的一门语言。
不过，基于1997年的数据，van Driem （2008）分析出尚彭语属于尼科巴语支。
Blench和Sidwell在2003年的数据中注释了很多尼科巴语支和嘉海语支的同源词，包括许多只在尼科巴语支或只在嘉海语支（有时还有塞迈语支）中发现的特征词汇。他们还注意到尚彭语和嘉海语支有着历时上的共同创新。以上种种证据说明尚彭语可能属于嘉海语支或至少属于亚斯里语支，或者可能是南南亚语族中，与亚斯里语支、尼科巴语支平行的第三个语支。
但是，保罗·西德维尔 （2017）还是将尚彭语划为南尼科巴语支语言，而不是南亚语系单独的一支。

## 音系
仍不清楚下列描述能否应用于所有尚彭语变体，是否已经穷尽其所有音素。
转写中复原出8个元音/i e ɛ a ə ɔ o u/，可能有鼻化元音和/或元音长度的对立。有数个复合元音和双元音。
|        |      | 唇音   | 唇音 | 齿龈音 | 齿龈音 | 硬颚音 | 软腭音 | 软腭音 | 声门音 |
| 不送气 | 送气 | 不送气 | 送气 | 不送气 | 送气   | 硬颚音 |        |        | 声门音 |
| ------ | ---- | ------ | ---- | ------ | ------ | ------ | ------ | ------ | ------ |
| 塞音   | 清音 | p      | pʰ   | t      | tʰ     | c      | k      | kʰ     | ʔ      |
| 塞音   | 浊音 | b      | bʱ   | d      |        | ɟ      | g      | gʱ     |        |
| 擦音   | 清音 | ɸ      |      |        |        |        | x      |        | h      |
| 擦音   | 浊音 |        |      |        |        |        | ɣ      |        |        |
| 鼻音   | 鼻音 | m      |      | n      |        | ɲ      | ŋ      |        |        |
| 近音   | 近音 |        |      | l      |        | j      | w      |        |        |

大多数南亚语词根都以鼻音韵尾*m *n *ŋ结尾，尚彭语中则以浊塞音[b d ɡ]结尾，这很像亚斯里语支特别是嘉海语支，原来的鼻韵尾变成了前塞音，甚至完全是浊塞音。不同之处在于，嘉海语支鼻音与塞音合流，而尚彭语鼻音则似乎先丢失，只有后来重新获得的鼻音发生过这个变化。也有一些词保留了鼻音。不清楚尼科巴语借词能否解释所有例外。尚彭语可能在尼科巴语支语言的影响下经历过部分的词汇重组。
其他历时音变有韵尾*r和*l合流为[w]，元音前的*r变为[j]，音节尾*h和*s的丢失，以及南亚语长元音裂化为双元音。

## 词汇
| 词   | 尚彭语    | 南尼科巴语 | 原始尼科巴语 |
| ---- | --------- | ---------- | ------------ |
| 热   | dai（d）  | tait       | *taɲ         |
| 4    | fuat      | fôat       | *foan        |
| 孩子 | köˑat     | kōˑan      | *kuːn        |
| 唇   | tūˑin     | paṅ-nōˑin  | *manuːɲ      |
| 狗   | kab       | âm         | *ʔam         |
| 夜   | tahap     | hatòm      | *hatəːm      |
| 雄性 | akòit     | （otāˑha） | *koːɲ        |
| 耳   | nâng      | nâng       | *naŋ         |
| 1    | heng      | heg        | *hiaŋ        |
| 腹   | （kàu）   | wīˑang     | *ʔac         |
| 太阳 | hok-ngīˑa | hēg        | -            |